# Сан-Агустін-дель-Гуадалікс
Сан-Агустін-дель-Гуадалікс (ісп. San Agustín del Guadalix) — муніципалітет в Іспанії, у складі автономної спільноти Мадрид. Населення — 11 885 осіб (2010).
Муніципалітет розташований на відстані близько 30 км на північ від Мадрида.
На території муніципалітету розташовані такі населені пункти: (дані про населення за 2010 рік)
- Сан-Агустін-дель-Гуадалікс: 11322 особи
- Лос-Ардалес: 0 осіб
- Барранко-Ондо: 0 осіб
- Ібердрола: 0 осіб
- Монкальвільйо: 0 осіб
- Пеньяс-Рубіас: 13 осіб
- Ель-Расо: 0 осіб
- Ла-Сіма: 1 особа
- Вальделагуа: 526 осіб
- Вальдеоліва: 23 особи

## Демографія
Динаміка населення (INE ):

## Галерея зображень

Розташування муніципалітету у автономній спільноті Мадрид
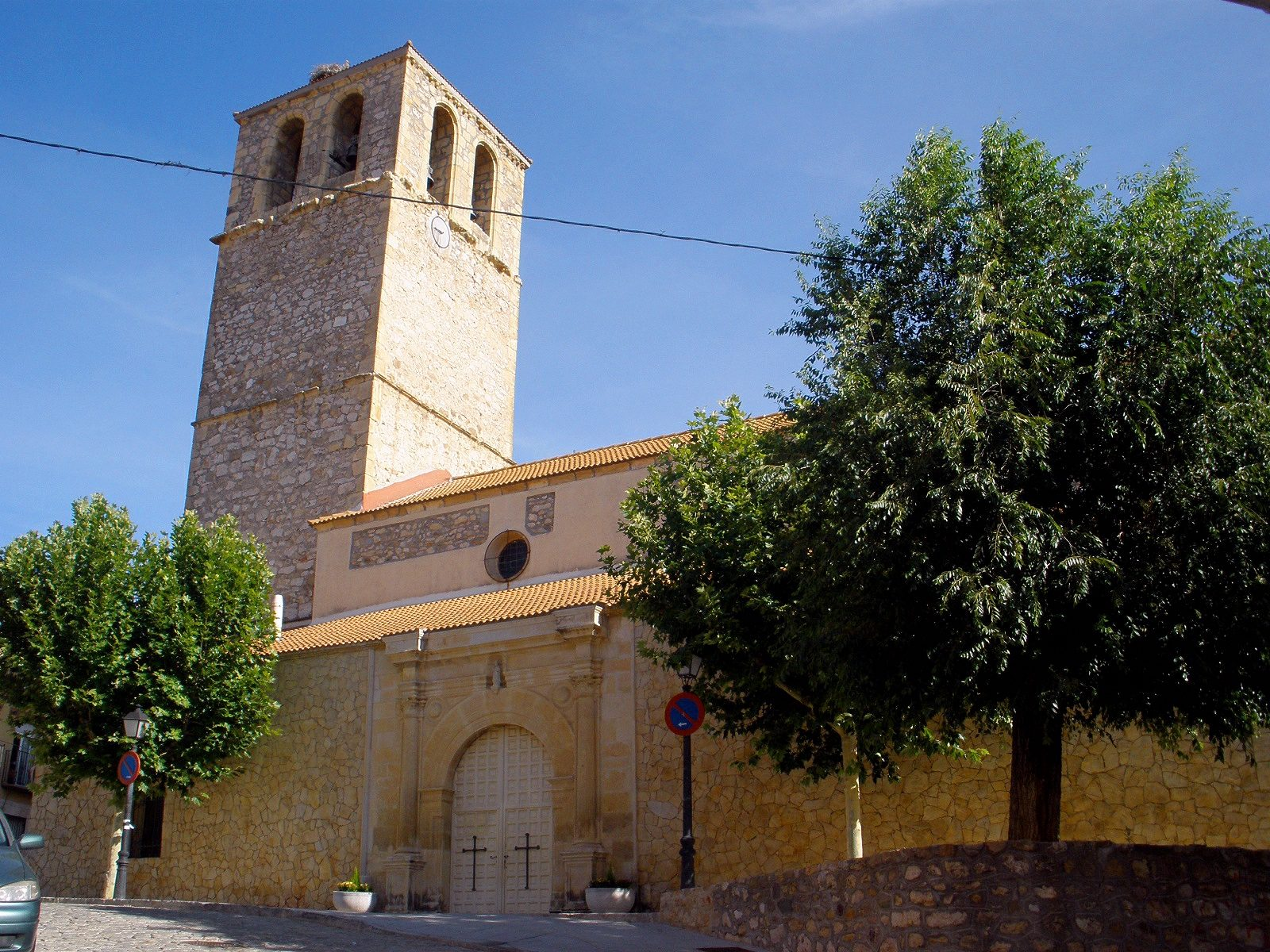
Парафіяльна церква Сан-Агустін